# Kana Yūki
Kana Yūki (優木 かな Yūki Kana?, Prefectura de Kanagawa, Japón, 10 de marzo de 1987)  es una actriz de voz y cantante japonesa. Está afiliada con VIMS.

## Filmografía

### Anime
2013
- Aoki Hagane no Arpeggio - Estudiante D
- Karneval - Madre de Yori
- Genshiken: Second Generation - Sawawatari

2014
- Gokukoku no Brynhildr - Risa Kashiwagi
- Gochūmon wa Usagi Desu ka? - Chica B
- Ai Tenchi Muyo! - Hachiko, Inukai[1]
- Seirei Tsukai no Bladedance - Rinslet Laurenfrost[2]

2015
- Shigatsu wa Kimi no Uso - Estudiante femenino
- Tsubu Doll - Tana Mizuki

2016 – 2018
- Ghoul de Tokio: Pinto - Vendedor
- Aikatsu Estrellas - Miki Katsura
- Shōnen Maid - Rika Sakura
- Keijo! ! ! - Mai Itoeda
- Girlish Number - actriz de voz femenina, mujer, mujer en pareja
- Net-juu no Susume - Nao
- Ōsama Game The Animation - Rina Minami[3]
- Black Clover - Noelle Silva[4]
- Uma Musume Pretty Derby - Super Creek[5]
- Harukana Receive - Haruka Ozora[6]

### Videojuegos
2012
- Koebura - Igarashi Kyoka

2013
- Idolism - Kagura Yuzuki
- Tokyo 7th Sisters - Asami Miwako[7]

2016
- Shadowverse - Arisa
- Tagatame no Alchemist (The Alchemist Code) - Mei Fang

2017
- Fire Emblem Heroes - Nino, Catalina (Versión japonesa)

2018
- Gal*Gun 2
- Azur Lane - Yorktown, Yukikaze, Concord

2021
- Blue Archive - Hanae Asagao